# Sandro Bellucci
Alessandro «Sandro» Bellucci (Lanuvio, 21 de febrero de 1955) es un atleta italiano especializado en marcha atlética. 
Bellucci acudió a dos citas olímpicas. La primera de ellas fue en los Juegos Olímpicos de Los Angeles de 1984, donde consiguió la medalla de bronce en los 50 kilómetros. Acudió de nuevo a unos juegos olímpicos en Seúl 1988, terminando en el puesto 32.

## Mejores marcas personales
| Mejores marcas personales | Mejores marcas personales | Mejores marcas personales | Mejores marcas personales |
| Distancia                 | Tiempo                    | Lugar                     | Fecha                     |
| ------------------------- | ------------------------- | ------------------------- | ------------------------- |
| 50 km.                    | 3:48:08                   | Molfetta, Italia          | 17 de abril de 1988       |
| PC - Pista Cubierta       |                           |                           |                           |